# Rhapidinae
Rhapidinae là một phân tông trong họ Arecaceae, bao gồm 6 chi với 27 loài cọ lá quạt.

## Các chi
1. Chamaerops L., 1753 (gồm cả Chamaeriphe, Chamaeriphes): 1 loài (Chamaerops humilis). Phân bố: Khu vực ven Địa Trung Hải.
2. Guihaia J. Dransf. et al., 1985: 2 loài. Phân bố: Trung Quốc, Việt Nam.
3. Maxburretia Furtado, 1941 (gồm cả Liberbaileya, Symphyogyne): 3 loài. Phân bố: Thái Lan, Malaysia.
4. Rhapidophyllum H. Wendl. & Drude, 1876: 1 loài (Rhapidophyllum hystrix). Phân bố: đông nam Hoa Kỳ.
5. Rhapis L. f. ex Aiton, 1789: 11 loài mật cật. Phân bố: Đông nam châu Á, từ miền nam Nhật Bản qua Trung Quốc tới Lào, Việt Nam, Campuchia, Thái Lan, Indonesia (Sumatra).
6. Trachycarpus H. Wendl., 1862: 9 loài cọ cánh. Phân bố: Bhutan, Trung Quốc, Ấn Độ, Myanma, Nepal, bắc Thái Lan, Việt Nam.